# Matthijs Helt
Matthijs Helt (? - 20 mei 1597) was een luitenant onder Maurits van Nassau.
Helt was een van soldaten in het ruim van het turfschip dat Breda binnengesmokkeld is op 3 maart 1590.
Onderweg werd hij verkouden en wilde zichzelf doden om de anderen niet te verraden.
In mei 1590 heeft hij, inmiddels kapitein, Fort Noordam bij Zevenbergen verdedigd.
In 1592 was hij aanvoerder van de Compagnie bij het beleg van Steenwijk.
Tijdens het Verraad van Venlo is Helt omgekomen.
Naar Helt is een scouting groep uit Zevenbergen vernoemd.